# Złota Jerozolima (seria monet)
Seria Złota Jerozolima (hebr. סדרת מטבעות ירושלים של זהב) obejmuje złote monety kolekcjonerskie, będące jednocześnie monetami bulionowymi, emitowane przez Bank Izraela. Mają one status legalnego środka płatniczego. Dystrybuowane są przez Israel Coins and Medals Corporation (ICMC). Seria zainaugurowana została w 2010 roku monetą z Wieżą Dawida ze Starego Miasta w Jerozolimie. Do tej pory w ramach serii wyemitowano jedenaście monet.
Monety sprzedawane są według aktualnego kursu złota na giełdzie londyńskiej plus 20% wartości. W celu zapewnienia, że monety nie są niedoważone, ICMC zarządziła dodanie dodatkowych 0,03 g czystego złota do każdej. Z uwagi na brak odpowiedniej infrastruktury technicznej, do 2015 roku bicie monet zlecano podmiotom zagranicznym. Emitowanie złotych monet jest jedynym przedsięwzięciem Banku Izraela związanym z obrotem złotem.
Emisja pierwszej monety miała miejsce 12 maja 2010 roku w Dzień Jerozolimy.

## Lista monet w serii
Seria ta zapoczątkowała emisję przez Bank Izraela własnych monet bulionowych, które są jednocześnie legalnym środkiem płatniczym w Izraelu (nadany nominał to 20 ILS). Zgodnie z zapowiedzią, wszystkie monety zawierają jedną uncję czystego złota. Mogą stanowić walory kolekcjonerskie lub inwestycyjne. Założenie projektu było takie, że rewers w każdym przypadku będzie przedstawiał ryczącego lwa z Megiddo z Doliny Jordanu (nawiązanie do znalezionej tam królewskiej pieczęci, która przedstawiała ryczącego lwa), nad którym znajduje się herb Izraela, a pod nim nazwa państwa w językach angielskim, hebrajskim i arabskim. W przypadku awersów wszystkich monet powtarzają się: nazwa Jerozolimy w językach arabskim, angielskim i hebrajskim; nominał z nazwą waluty w językach hebrajskim i angielskim; rok wybicia według kalendarza gregoriańskiego i żydowskiego oraz informacja, że moneta zawiera jedną uncję czystego złota – w językach angielskim i hebrajskim. Poza tym awersy zawierają przedstawienia tematyczne każdej z monet. Ustalono, że każda moneta będzie wybita w ilości 3600 sztuk i przedstawiać będzie ważne i historyczne miejsca lub wydarzenia w Jerozolimie.
Mennice: Królewska Mennica Holenderska – Utrecht; Mennica Fińska – Vantaa; ICMC – Ma’ale ha-Chamisza.
| Moneta                       | Rok emisji | Nominał | Stop    | Średnica (mm) | Masa | Znak mennicy | Mennica                       | Nakład | Nr Krause | Wizerunek   |
| ---------------------------- | ---------- | ------- | ------- | ------------- | ---- | ------------ | ----------------------------- | ------ | --------- | ----------- |
| Wieża Dawida                 | 2010       | 20 ILS  | Au 9999 | 32            | 1 oz | ✡            | Królewska Mennica Holenderska | 3600   | KM# 467   | AwersRewers |
| Ściana Płaczu                | 2011       | 20 ILS  | Au 9999 | 32            | 1 oz | ✡            | Królewska Mennica Holenderska | 3600   | KM# 491   | AwersRewers |
| Menora Knesetu               | 2012       | 20 ILS  | Au 9999 | 32            | 1 oz | ✡            | Mennica Fińska                | 3600   | KM# 507   | AwersRewers |
| Sanktuarium Zwojów           | 2013       | 20 ILS  | Au 9999 | 32            | 1 oz | ✡            | Królewska Mennica Holenderska | 3600   | KM# 511   | AwersRewers |
| Synagoga Churwa              | 2014       | 20 ILS  | Au 9999 | 32            | 1 oz | ✡            | Królewska Mennica Holenderska | 3600   | KM# 525   | AwersRewers |
| 50 lat Muzeum Izraela        | 2015       | 20 ILS  | Au 9999 | 32            | 1 oz | ✡            | Królewska Mennica Holenderska | 3600   | KM# 542   | AwersRewers |
| Sąd Najwyższy                | 2017       | 20 ILS  | Au 9999 | 32            | 1 oz | ✡            | b.d.                          | 3600   | UC# 204   | AwersRewers |
| Cardo w Jerozolimie          | 2018       | 20 ILS  | Au 9999 | 32            | 1 oz | ✡            | b.d.                          | 3600   | b.d.      | AwersRewers |
| Wiatrak Montefiore           | 2019       | 20 ILS  | Au 9999 | 32            | 1 oz | ✡            | b.d.                          | 3600   | b.d.      | AwersRewers |
| Linia kolejowa do Jerozolimy | 2020       | 20 ILS  | Au 9999 | 32            | 1 oz | ✡            | b.d.                          | 3600   | b.d.      | AwersRewers |
| Machane Jehuda               | 2021       | 20 ILS  | Au 9999 | 32            | 1 oz | ✡            | b.d.                          | 3600   | b.d.      | AwersRewers |
| En Kerem                     | 2022       | 20 ILS  | Au 9999 | 32            | 1 oz | ✡            | b.d.                          | 3600   | b.d.      | AwersRewers |
| Teatr Jerozolimski           | 2023       | 20 ILS  | Au 9999 | 32            | 1 oz | ✡            | ICMC                          | 3600   | b.d.      | AwersRewers |
| Biblioteka Narodowa Izraela  | 2024       | 20 ILS  | Au 9999 | 32            | 1 oz | ✡            | ICMC                          | 3600   | b.d.      | brak zdjęć  |